# 1942年の野球
1942年の野球（1942ねんのやきゅう）では、1942年の野球界における動向をまとめる。

### 社会人野球

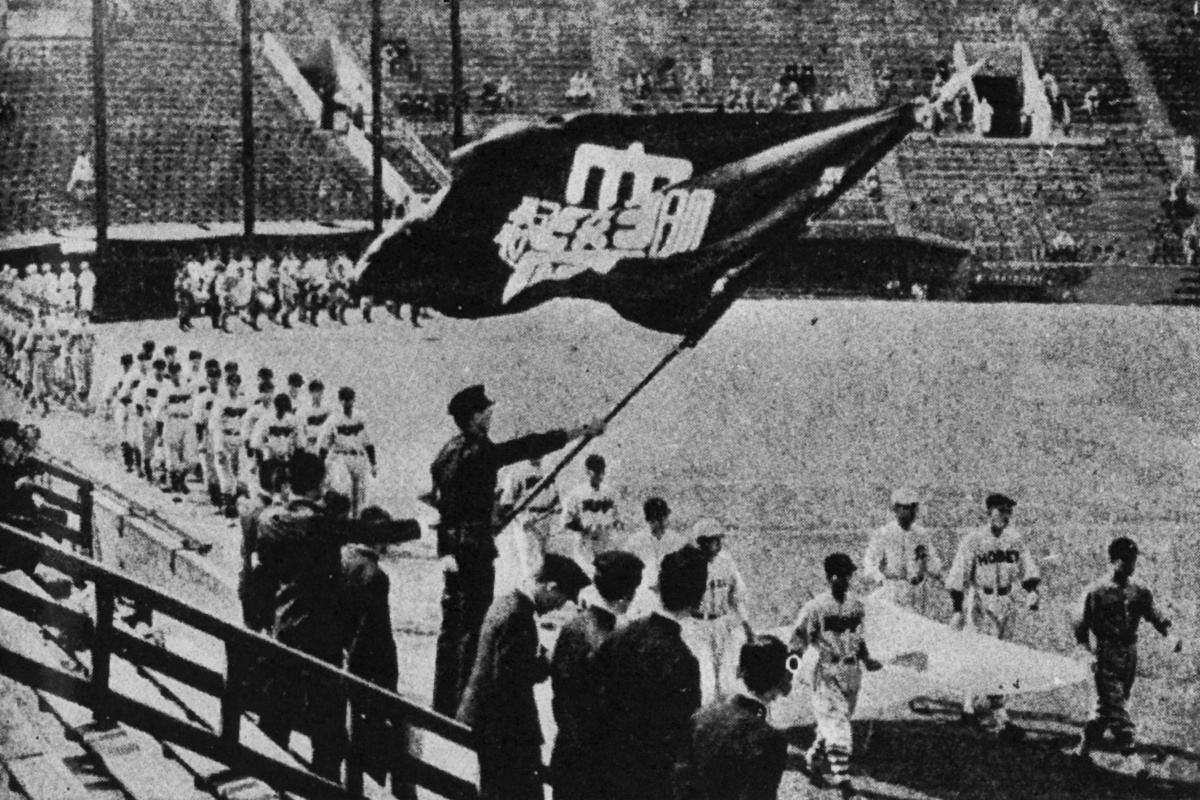
戦前最後の東京大学野球入場式

## 競技結果

### 日本プロ野球

#### ペナントレース
| 順位 | 球団       | 勝利 | 敗戦 | 引分 | 勝率 | ゲーム差 |
| ---- | ---------- | ---- | ---- | ---- | ---- | -------- |
| 優勝 | 東京巨人軍 | 73   | 27   | 5    | .730 | -        |
| 2位  | 大洋軍     | 60   | 39   | 6    | .606 | 12.5     |
| 3位  | 阪神軍     | 52   | 48   | 5    | .520 | 21.0     |
| 4位  | 阪急軍     | 49   | 50   | 6    | .495 | 23.5     |
| 4位  | 朝日軍     | 49   | 50   | 6    | .495 | 23.5     |
| 6位  | 南海軍     | 49   | 56   | 0    | .467 | 26.5     |
| 7位  | 名古屋軍   | 39   | 60   | 6    | .394 | 33.5     |
| 8位  | 大和軍     | 27   | 68   | 10   | .284 | 43.5     |

#### 順位変動
| 順位 | 4月終了時 | 4月終了時 | 春期終了時 | 春期終了時 | 6月終了時 | 6月終了時 | 7月終了時 | 7月終了時 | 夏期終了時 | 夏期終了時 | 9月終了時 | 9月終了時 | 10月終了時 | 10月終了時 | 年度最終成績 | 年度最終成績 |
| ---- | --------- | --------- | ---------- | ---------- | --------- | --------- | --------- | --------- | ---------- | ---------- | --------- | --------- | ---------- | ---------- | ------------ | ------------ |
| 1位  | 南海      | --        | 巨人       | --         | 巨人      | --        | 巨人      | --        | 巨人       | --         | 巨人      | --        | 巨人       | --         | 巨人         | --           |
| 2位  | 巨人      | 0.5       | 大洋       | 2.0        | 南海      | 0.5       | 大洋      | 6.5       | 大洋       | 6.0        | 大洋      | 5.0       | 大洋       | 9.0        | 大洋         | 12.5         |
| 3位  | 阪急      | 0.5       | 南海       | 2.0        | 大洋      | 4.0       | 阪神      | 8.5       | 阪神       | 12.5       | 阪急      | 13.0      | 阪急       | 18.0       | 阪神         | 21.0         |
| 4位  | 大洋      | 2.5       | 阪急       | 5.0        | 阪急      | 6.0       | 南海      | 9.0       | 阪急       | 13.5       | 阪神      | 14.5      | 阪神       | 18.0       | 阪急         | 23.5         |
| 5位  | 阪神      | 4.0       | 阪神       | 5.5        | 阪神      | 6.5       | 阪急      | 10.0      | 南海       | 14.5       | 南海      | 15.5      | 南海       | 19.5       | 朝日         | 23.5         |
| 6位  | 朝日      | 5.5       | 朝日       | 9.0        | 朝日      | 10.0      | 朝日      | 14.0      | 朝日       | 18.0       | 朝日      | 18.0      | 朝日       | 21.5       | 南海         | 26.5         |
| 7位  | 名古屋    | 7.5       | 名古屋     | 12.5       | 名古屋    | 18.0      | 名古屋    | 20.0      | 名古屋     | 23.5       | 名古屋    | 25.0      | 名古屋     | 28.0       | 名古屋       | 33.5         |
| 8位  | 黒鷲      | 7.5       | 黒鷲       | 16.0       | 黒鷲      | 19.0      | 黒鷲      | 24.0      | 黒鷲       | 28.0       | 黒鷲      | 30.0      | 大和       | 38.0       | 大和         | 43.5         |

※各5回戦の春期、夏期、秋期の3期制
※黒鷲軍は9月12日から「大和軍」に名称変更

#### 個人タイトル
| タイトル     | 選手     | 球団   | 成績      |
| ------------ | -------- | ------ | --------- |
| 最優秀選手   | 水原茂   | 巨人   |           |
| 首位打者     | 呉波     | 巨人   | .286      |
| 最多本塁打   | 古川清蔵 | 名古屋 | 8本       |
| 最多打点     | 中島治康 | 巨人   | 60打点    |
| 最多盗塁     | 坪内道則 | 朝日   | 44盗塁    |
| 最多安打     | 中島治康 | 巨人   | 111安打   |
| 最高出塁率   | 呉波     | 巨人   | .411      |
| 最優秀防御率 | 林安夫   | 朝日   | 1.01      |
| 最多勝利     | 野口二郎 | 大洋軍 | 40勝      |
| 最多奪三振   | 野口二郎 | 大洋軍 | 264奪三振 |
| 最高勝率     | 広瀬習一 | 巨人   | .778      |

#### ベストナイン
この年は選出なし

### 東京大学野球
- 4月18日 - ドーリットル空襲により、リーグ戦開幕が1週間延期となる。
  - 春 - 明大が9勝1敗で優勝。
  - 秋 - 早大が3勝1敗1分で優勝（戦前最後のリーグ戦）。

### メジャーリーグ
- ワールドシリーズ

## できごと
- 全国中等学校優勝野球大会は地方大会まで行われたが、戦局悪化に伴い事実上中止となり、中等野球の全国大会としては戦意高揚を目的とした全国中等学校野球大会が甲子園球場において開催されている（後述）。

### 4月
- 4月18日 - アメリカ軍による東京初空襲のため、東京巨人軍対黒鷲軍（後楽園球場）が試合を中止し、南海軍対大洋軍（甲子園球場）が1回表で試合を打ち切った[2]。

### 5月
- 5月24日 - 大洋軍対名古屋軍（後楽園）ダブルヘッダー第2試合は、延長28回の最高延長記録の末、日没引き分けとなる。

### 6月
- 6月13日 - 首都圏、関西圏、名古屋以外では初めてのプロ野球公式戦が函館において行われる[3]。

### 7月
- 7月11日 - 南海軍の岩本義行外野手が後楽園球場で行われた名古屋軍戦で1試合3本塁打の日本プロ野球の当時の新記録をマークした。なお、1試合に3本塁打以上をマークしたケースは戦前ではこのケースが唯一であった。
- 7月12日 - 朝日新聞社、全国中等学校優勝野球大会の終止を発表。

### 8月
- 8月29日 - 全国中等学校野球大会の決勝戦が阪神甲子園球場において行われ、徳島県の徳島商が京都府の平安中を延長11回8対7でサヨナラ勝利し、優勝している。なお、この大会は全国中等学校優勝野球大会が中止になり開催されたもので、現在における全国高校野球大会の正式な大会として記録されていない。

### 9月
- 9月25日 - 巨人は藤本英雄の入団発表を行う。藤本は2日後の9月27日の大洋軍戦に初出場したが、この時は読売新聞で藤本の出場を予告する異例の広告が出るほどで、試合は8対3で巨人が勝利している[4]。

### 10月9日
- 10月9日 - 朝日軍対大洋軍戦において、1リーグ時代最多の両チーム合わせて7犠打が記録される。スコアは4対3で朝日が勝利している。また、阪神軍が対名古屋戦で1試合5犠打（9回終了時点、延長合わせて6犠打）の1リーグ時代最多を記録する。

### 11月
- 11月1日 -  東京巨人軍対阪急軍戦（甲子園球場）において巨人が勝利し、巨人の優勝が決定している。

## 誕生

### 1月
- 1月1日 - 永易将之（+ 2003年）
- 1月1日 - 板東里視（+ 1999年）
- 1月1日 - 滝川博己
- 1月7日 - ジム・ラフィーバー

### 2月
- 2月12日 - パット・ドブソン（+ 2006年）

### 3月
- 3月2日 - 末次利光
- 3月8日 - ディック・アレン（+ 2020年）
- 3月9日 - バート・キャンパネリス
- 3月13日 - 児玉弘義（+ 2009年）
- 3月30日 - 千原陽三郎

### 4月
- 4月4日 - ジム・フレゴシ（+ 2014年）
- 4月13日 - 森本潔
- 4月18日 - 橋野昭南
- 4月21日 - 唐崎信男
- 4月29日 - 江藤省三

### 5月
- 5月1日 - 金本秀夫
- 5月4日 - 永淵洋三
- 5月5日 - 船田和英（+ 1992年）
- 5月14日 - 伊藤勲（+ 2007年）
- 5月14日 - トニー・ペレス
- 5月29日 - 高橋明（+ 2006年）

### 6月
- 6月3日 - 合田栄蔵
- 6月18日 - 辻恭彦
- 6月28日 - 土井正三（+ 2009年）

### 7月
- 7月5日 - 小泉恒美（+ 1990年）
- 7月12日 - 木原義隆
- 7月13日 - 渡辺泰輔（+ 2023年）
- 7月16日 - 山口富士雄
- 7月23日 - 横山小次郎

### 8月
- 8月6日 - 山本公士（+ 2023年）
- 8月14日 - 久代義明

### 9月
- 9月3日 - 宮原秀明（+ 1994年）
- 9月5日 - 井石礼司
- 9月6日 - 石山建一
- 9月13日 - 福浦健次
- 9月13日 - 寺岡孝（+ 2011年）

### 10月
- 10月15日 - 近藤重雄
- 10月23日 - 尾藤公（+ 2011年）
- 10月31日 - デーブ・マクナリー（+ 2002年）

### 11月
- 11月5日 - 岡田幸喜（+ 2023年）
- 11月5日 - リッチー・シェインブラム（+ 2021年）
- 11月26日 - 佐藤進

### 12月
- 12月8日 - 徳久利明（+ 1998年）